# Aeneas
Aeneas (în greaca veche: Αἰνείας, iar în latină: Aenēās, -ae), sau Enea, este unul dintre personajele mitologiilor grece și romane, fiu al muritorului Anchise (văr al regelui Priam al Troiei) și al Afroditei / zeiței Venus, divinitate a frumuseții. Se trăgea din neamul lui Dardanus. A fost unul dintre eroii Războiului Troiei. A fost cântat de Vergilius în Eneida sa, al cărui erou principal este. Tatăl lui Ascanius (sau Iulus), Aeneas este fondatorul mitic al cetății Lavinium, aflată la originea Romei.

## Mitologie
Aeneas era fiul lui Anchises din Troia și al zeiței Afrodita (Venus în mitologia romană). S-a născut pe muntele Ida, unde a fost crescut de nimfe. Mai târziu s-a căsătorit cu Creusa, una dintre fiicele regelui Priam al Troiei, și a avut un fiu, pe Ascanius.

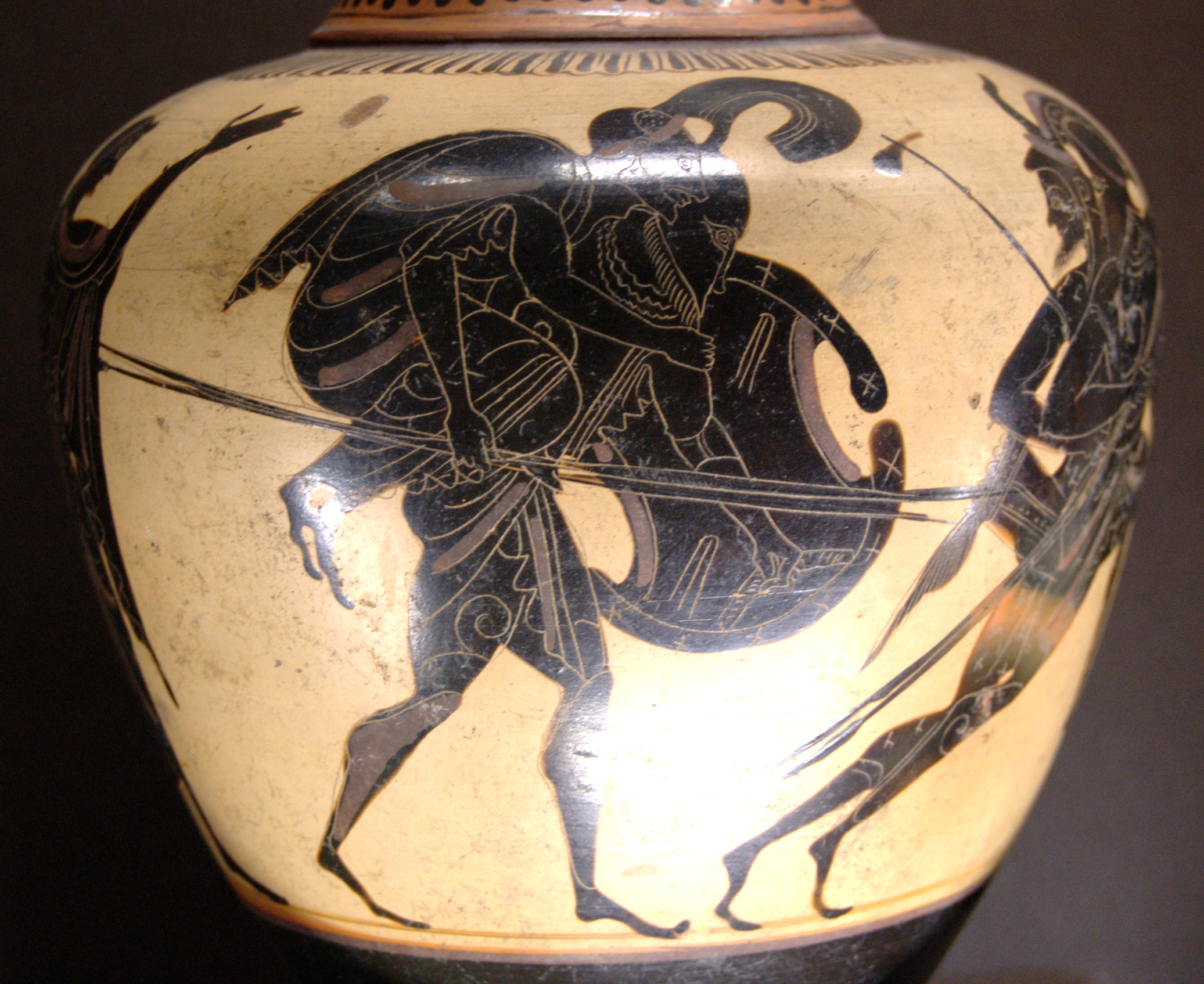
Enea ducându-l în spate pe Anchises. Œnochoe attic cu figuri negre, din 520-510 î.Hr. Muzeul Luvru, Paris

A participat la războiul troian și s-a luptat vitejește, fiind ocrotit în luptă de Afrodita și de Poseidon, mai ales împotriva eroilor ahei Ahile și Diomede. După unii, în urma dezastrului Troiei ar fi preluat conducerea supraviețuitorilor din cetatea lui Priam, întemeind o nouă cetate pe locul celei distruse. După alții, în timpul incendierii cetății, Aeneas a reușit să fugă, luând cu el, împreună cu Anchises și cu Ascanius, și pe alți câțiva tovarăși credincioși.
După ce au rătăcit 9 ani pe mare (poposind în insulele grecești, pe țărmurile Africii unde este găzduit de Dido, regina Cartaginei, apoi la Cumae de unde Sibila îl conduce în Infern), Aeneas ajunge în sfârșit pe coasta occidentală a Italiei, în Latium, în apropiere de gurile fluviului Tibru. Aici se luptă cu căpetenia rutulilor, Turnus, pe care-l ucide pentru mâna Laviniei, fiica regelui Latinus, și urmează după acesta la tron. În cinstea soției sale, Aeneas întemeiează orașul Lavinium. Fiul său, Ascanius, a întemeiat la rându-i cetatea Alba-Longa, iar Romulus, alt urmaș al său, avea să fondeze mai târziu Roma.
După o domnie de scurtă durată, în timpul căreia aborigenii s-au amestecat cu troienii, alcătuind un singur popor, Aeneas a dispărut într-o luptă cu populațiile băștinașe. Deoarece trupul lui nu a mai fost găsit, tradiția spune că ar fi fost dus în Olimp de către mama sa, Venus. Ulterior romanii i-au ridicat un sanctuar pe malurile râului Numicius, aducându-i onoruri divine.

## Versiunea din opera lui Vergilius

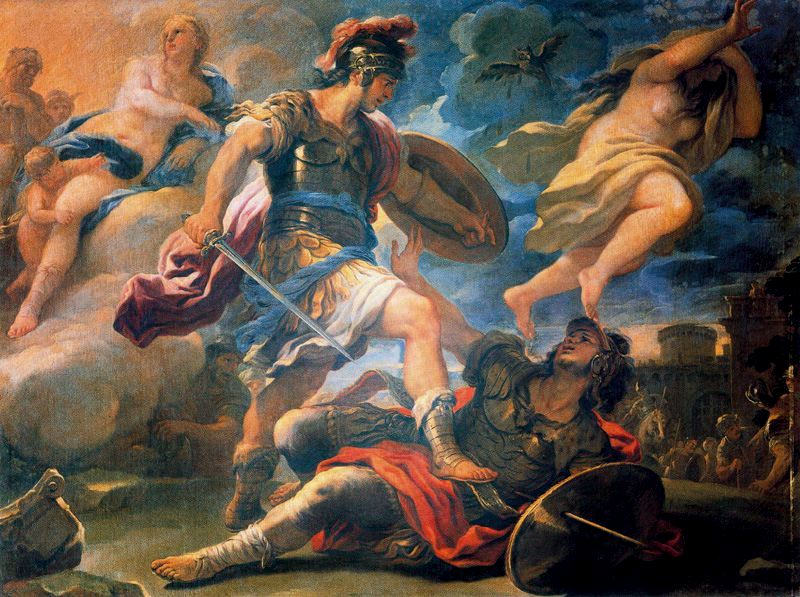
„Aeneas îl înfrânge pe Turnus”, regele tribului Rutuli, pictură de Luca Giordano, 1634-1705

În opera lui Vergilius, Eneida, Aeneas este fiul zeiței Venus și al prințului troian Anchises.
În momentul în care Troia este asediată, el fuge împreună cu tatăl său, rănit, în spate și fiul său, Ascanius. Enea dorea să ajungă în Italia. Zeița Iunona (soția lui Jupiter), care îl ura pe Enea, dezlănțuie împotriva lui o furtună care îi împrăștie corăbiile si naufragiază pe coasta Africii. Acolo, în Cartagina, Enea este primit de către Didona (Dido), care se îndrăgostește de el. Iunona nu voia ca Enea să ajungă pe pământul dorit, căci oracolele îi promiseseră acestuia Hesperia. Jupiter îi reamintește lui Enea destinul pe care îl are de urmat și acesta părăstește Cartagina. Distrusă, Didona se sinucide. Ajuns pe coastele Italiei, Sibyla îi prezice viitorul și îl conduce în infern (inspirație mai târziu pentru Dante în Divina Comedie), unde își întâlnește tatăl, printre umbrele eroilor morți. În Infern, o întâlnește și pe Didona, care refuză să-i vorbească. În Latium se căsătorește cu Lavinia, fiica regelui Latinus. Fiul său, Ascanius, întemeiază Alba-Longa, și continuă destinul tatălui său: întemeierea unui mare oraș, prin cei doi fii ai săi, Amulius și Numitor. Fiica lui Numitor, Rhea Silvia, vestală (preoteasă în templul zeiței Vesta), i-a conceput, împreună cu Marte, pe Romulus și Remus. Romulus întemeiează Roma.